# Kommunistische Volkszeitung
Die Kommunistische Volkszeitung (KVZ) war das Zentralorgan des Kommunistischen Bundes Westdeutschland. Sie erschien (während der meisten Zeit ihres Bestehens wöchentlich) von Juli 1973 bis Ende 1982 und diente ausschließlich der Agitation und Propaganda der Organisation. Eine typische Ausgabe der KVZ hatte einen Umfang von 16 fünfspaltigen Seiten in einem einzigen Zeitungsbuch und erschien im kleinen Zeitungsformat einfarbig im modernen Zeitungsdruck.

## Vorläufer
Vorgänger waren unter anderem die Wahrheit des Kommunistischen Bundes Bremen, die Arbeiter-Zeitung der Kommunistischen Gruppe Mannheim/Heidelberg sowie weitere Zentralorgane derjenigen kommunistischen Gruppen und Bünde, die im Juni 1973 den Kommunistischen Bund Westdeutschland gründeten. Diese Zeitungen wurden mit Erscheinen der KVZ als eigenständige Publikationen eingestellt, aber teilweise noch als Ortsbeilage vertrieben.

## Erscheinungsverlauf

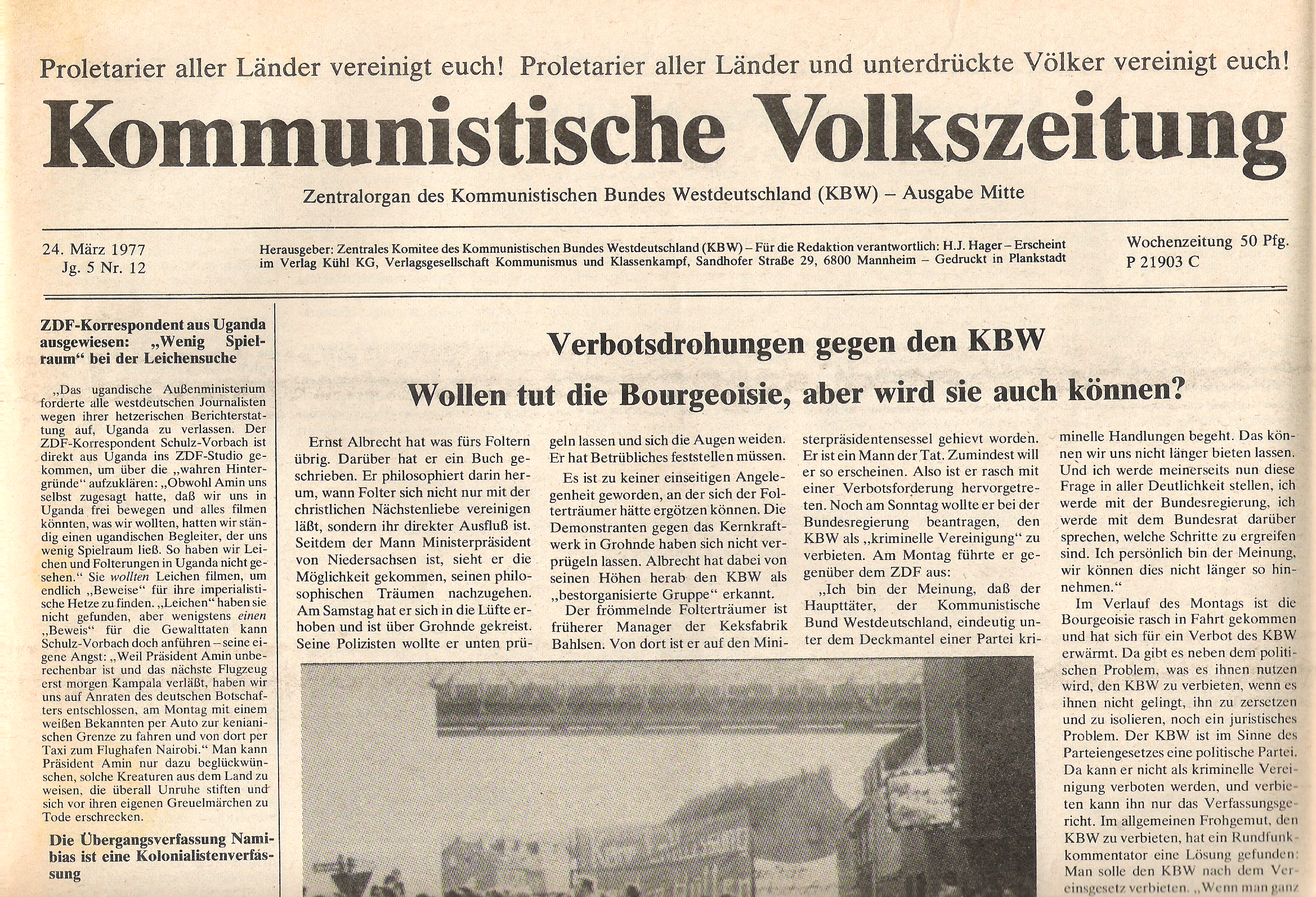
KVZ Nr. 12 1977

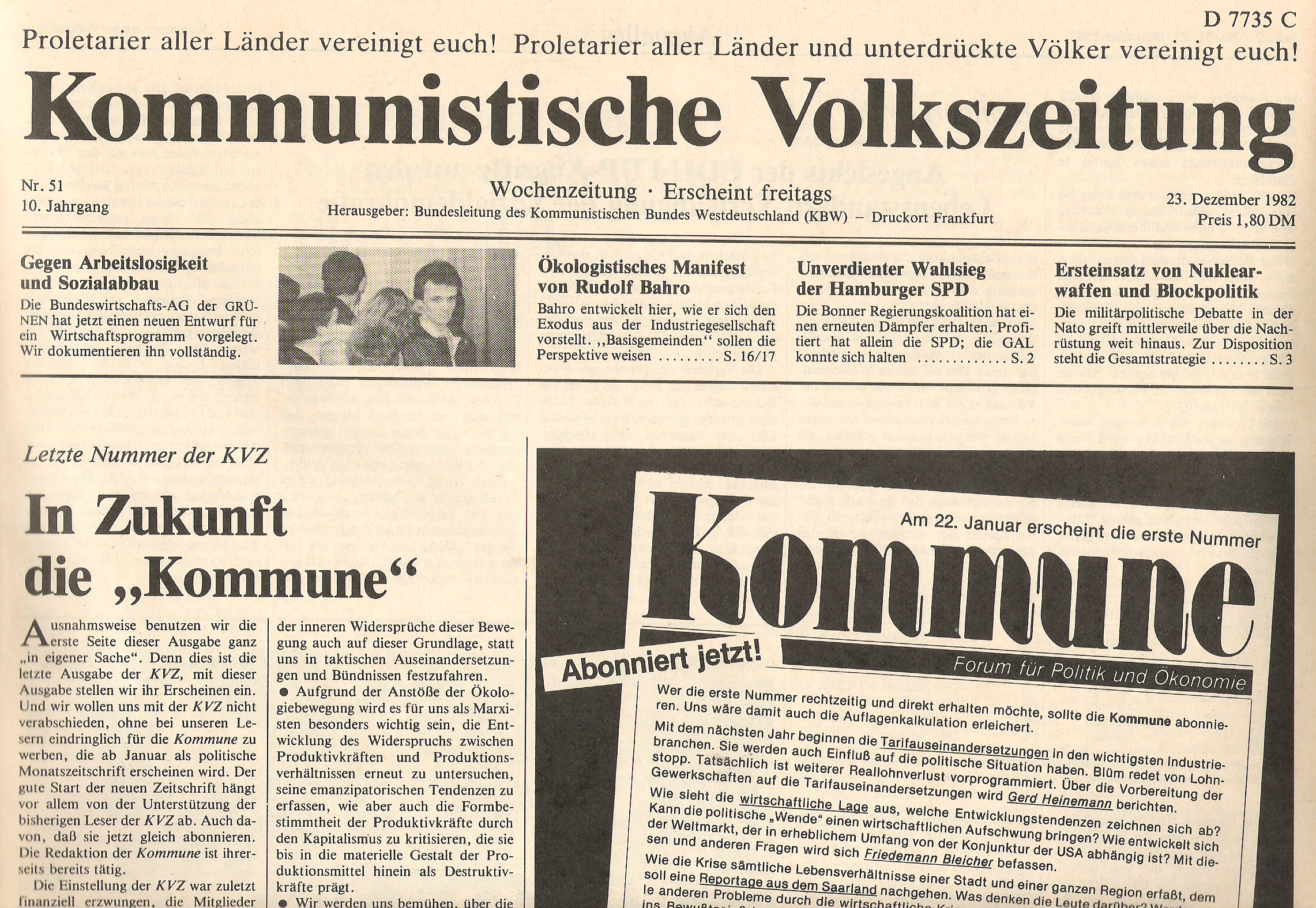
KVZ Nr. 51 1982 (letzte Ausgabe)

Die erste Ausgabe der Kommunistischen Volkszeitung kam kurz nach Gründung des KBW im Juni 1973 heraus. Mit Schadenfreude registrierten konkurrierende Organisationen, dass die zweite Nummer der KVZ erst im Spätsommer vor Semesterbeginn erscheinen konnte. Bis zur Nummer 22/1974 erschien das Zentralorgan regelmäßig vierzehntäglich, danach bis zur Einstellung 1982 als Wochenzeitung. Die erste Ausgabe hatte eine (erst nachträglich genannte) Druckauflage von 25.000 Exemplaren. Durch intensiven Straßenverkauf an Agitations- und Propagandaständen auf öffentlichen Plätzen und in Fußgängerzonen, vor Großbetrieben, in Universitäten und zum Teil in Lehrerzimmern, in Verbindung mit einem gewissen Neugiereffekt in der Bevölkerung, stieg die im Impressum angegebene Druckauflage bis zur Jahreswende 1974/75 auf über 50.000 Exemplare. Die Zahl der tatsächlich verkauften KVZ lag aber nie über 33.000 Stück. Danach nahm die Auflage wieder kontinuierlich bis auf 40.000 ab (27/1975), bei der es bis zur Ausgabe 26/1976 blieb. Ab Nr. 27/1976 wurde die Druckauflage mit 32.000 angegeben, ab Nr. 29/1979 wurden keine Auflagenzahlen mehr im Impressum genannt.
Die Kommunistische Volkszeitung wurde anfangs im Heidelberger Raum hergestellt. Erster verantwortlicher Redakteur war Willfried Maier. Im September 1976 wurden er und zwei weitere Redakteure als „Hauptvertreter einer bürgerlichen Linie im KBW entlarvt“ und ihrer Ämter enthoben. Sein Nachfolger wurde Hans-Jörg Hager, der nach seinem plötzlichen Ausscheiden Ende Juni 1978 durch Martin Fochler abgelöst wurde. Infolge der Spaltung des KBW wurde im Juli 1980 eine Neubesetzung des leitenden Redakteursposten mit Lutz Plümer notwendig. Ab Ausgabe 40/1980 war Bernhard Peters Chefredakteur. Nach seinem Austritt aus dem KBW wurde Friedemann Bleicher sein Nachfolger und blieb es bis zur Einstellung der Zeitung.
Ab Nr. 50 vom 16. Dezember 1976 erschien die KVZ mit neuem Lay-out (unter anderem Verzicht auf die Kleinschreibung des Titels) und in drei Regionalausgaben (Nord, Mitte und Süd) mit eigenen Redaktionen in Hannover, Köln und München. Die Zentralredaktion hatte ihren Sitz noch in Mannheim, bis im April 1977 der Umzug des KBW in die neuerworbene Zentrale nach Frankfurt am Main erfolgte.
Mit 20 statt der bislang gewohnten 16 Seiten erschien die Kommunistische Volkszeitung ab Nr. 20/1978. Im Sommer 1978 wurde die KVZ in 38 (später 39) Bezirksausgaben aufgeteilt, die sich allerdings nur auf wenigen Seiten von den anderen Ausgaben derselben Region unterschieden. Die Zeitung bestand nun aus einem Zentral- und einem Regionalteil und Teilen, die auf Bezirks- später Bezirksgruppenebene hergestellt wurden. Gleichzeitig wurde eine internationale Nachrichtenkette mit Auslandsbüros in Brüssel, Rom, London und Wien errichtet. 1979 kam noch eine Filiale in Paris hinzu. Bereits vorher gab es ein KVZ-Korrespondentennetz von Genossen, die zum Beispiel eine wegen eines Demonstrationsdeliktes zu absolvierende Freiheitsstrafe, der Radikalenerlass oder eine angebotene Dozentenstelle ins Ausland verschlagen hatte, mit Niederlassungen in Peking, Sydney oder Aarhus. Die Regional- und Bezirksredaktionen sowie die Büros der Auslandskorrespondenten verfügten über moderne Datenübertragungsgeräte, die es ermöglichten, druckfertige Artikel in die Zentrale nach Frankfurt zu übermitteln. Schon vor der Spaltung des KBW im Sommer 1980 mussten wegen der abnehmenden Zahl der verkauften Exemplare der KVZ jeweils drei bis vier Bezirksausgaben zu insgesamt zwölf Bezirksgruppenausgaben zusammengefasst werden. Durch den Verlust von ca. einem Drittel der Mitglieder, die im September 1980 den Bund Westdeutscher Kommunisten gründeten und nach weiteren Austritten, sank die Zahl der Artikel, die für die Zeitung verfasst wurden, beträchtlich. Schließlich brach auch die Nachrichtenkette zusammen.
Die beiden letzten Jahre der KVZ brachten außer Preiserhöhungen weitere Veränderungen, wie Anfang 1981 die Einführung einer Leserbriefspalte mit der Möglichkeit zur politischen Diskussion und den Verzicht auf die Bezeichnung Zentralorgan. Stattdessen nannte sich die KVZ ab Nr. 24 vom 12. Juni 1981 Wochenzeitung und erschien nur noch in einer zentralen Ausgabe. Autoren mussten nicht mehr unbedingt dem KBW angehören und ein freiwerdender Posten in der Redaktion wurde auch Nichtmitgliedern angeboten. Die KVZ nahm aus Geldmangel auch Fremdanzeigen an, u. a. von „wir selbst“, was zu Protesten der Leser führte. Die Veränderung der KVZ von einem Zentralorgan einer Kommunistischen Partei zu einer Diskussionszeitschrift der Linken wurde von den Lesern aber nicht honoriert. Die Auflage fiel ständig und Anfang Oktober 1982 wurde die Einstellung der beiden KBW-Publikationen bekanntgegeben: Änderung bei KVZ und „Kommunismus und Klassenkampf“ / Zum Jahresende wird die Konzentration auf ein Periodikum unumgänglich. Die letzte Ausgabe der KVZ erschien am 23. Dezember 1982, mit der auf der Titelseite die Kommune als Nachfolgezeitschrift angekündigt wurde.

## Themen
Die Zeitung diente als reine Parteizeitung ausschließlich der Agitation und Propaganda für den Kommunistischen Bund Westdeutschland. In ihr fehlten einige der sonst auch in kommunistischen Zeitungen vorkommenden Zeitungsteile, die nur der „Unterhaltung“ dienen.
Die erste Ausgabe vom Juli 1973 hatte als einen Aufmacher auf Seite 1 die Meldung „Breshnew bei Nixon“, des Weiteren gab es Berichte über Streiks und Währungskrise. Im Zeitungsteil „Streikberichte“ folgten auf mehreren Seiten weitere Korrespondenzen aus verschiedenen Betrieben. Auf S. 7 wurde über eine „Volksbewegung gegen Bombenabwurfplatz“ (bei Nordhorn) berichtet. Weitere „Volkskämpfe“, gegen die Nutzung der Kernenergie unter „kapitalistischen Bedingungen“, stellte die KVZ in den nächsten Jahren ausführlich vor.
Großen Raum nahm der Bericht über die Gründungskonferenz des KBW ein. In den nächsten Jahren informierte die KVZ in einer Rubrik „Aus der Organisation“ regelmäßig über das stetige Wachsen des KBW durch Gründung neuer Ortsgruppen aber auch über den „Kampf zweier Linien“ in der Organisation. Große Teile des Parteilebens blieben den KVZ-Lesern allerdings verborgen.
Im Teil „Befreiungskämpfe der unterdrückten Völker“ wurde u. a. über Indochina und Vietnam berichtet. Im Jahrgang 1975 erschienen Artikel über zahlreiche Befreiungsbewegungen von Aden bis Simbabwe. Besonders intensiv setzte sich der KBW für Gruppierungen ein, die die politische Macht mit Waffengewalt erobern wollten. Ab 1976 stand für den KBW für einige Jahre die Unterstützung der ZANU im Vordergrund, ab 1978 die Solidarität mit dem „Demokratischen Kampuchea“, durch die sich der KBW politisch isolierte.
In „Internationale Klassenkämpfe“ wurde ab der ersten Ausgabe über Streiks in verschiedenen Ländern berichtet, u. a. eine Fabrikbesetzung in Frankreich. Daraus ergab sich für die nächsten Jahre folgende unerschütterliche Weltsicht Der Aufruhr in der Welt verstärkt sich.
„Aufbau des Sozialismus“ hieß eine weitere Rubrik, in der häufig Artikel über die Volksrepublik China erschienen, wo die KVZ im Laufe der Zeit über mehrere Korrespondenten verfügte. Seltener wurde über Albanien und andere sozialistische Staaten wie etwa die „Demokratische Volksrepublik Korea“ und Demokratische Republik Vietnam berichtet. Hier begnügte man sich häufig mit Nachdrucken aus Publikationen der betreffenden Länder.
Mit der konkurrierenden Organisation „Kommunistische Partei Deutschlands“ und ihrer Kampagne „Hände weg von der KPD“ setzte sich ein weiterer Artikel in der ersten Ausgabe auseinander. Weitere Artikel zur ideologischen Abgrenzung von anderen K-Gruppen folgten in den nächsten Jahren.
Die Zeitung besaß keine eigentliche Kulturseite. Gelegentlich wurden aktuelle Bücher, Filme und Kunstausstellungen, besonders wenn sie in der Bevölkerung für fortschrittlich gehalten wurden, dahingehend kritisiert, dass sie in Wirklichkeit reaktionär seien, weil sie den „Klassenwiderspruch leugneten“ oder die Menschen von der Revolution abhielten. Ein Beispiel für einen „Grabenkampf“ in der KVZ der Anfangszeit war die Diskussion, ob es sich bei dem Film Viva Zapata! von Elia Kazan um ein fortschrittliches Werk handele. Er war es schließlich nicht.
Die Artikel hatten einen Umfang von höchstens einer Seite. Grundsatzartikel oder -referate des Sekretärs des KBW oder der KP China konnten auf bis zu zwei Seiten abgehandelt werden. Für längere Beiträge stand das monatlich erscheinende theoretische Organ Kommunismus und Klassenkampf zur Verfügung.
Zur Diktion der KVZ: Seit 1976 kämpft die abgewrackte französische Hure Bardot gegen die „blutrünstigen Robbenschlächter“, Rentengesetz im Sinne der Endlösung, Wer will behaupten, Ehrenberg sei kein Schreibtischmörder, Versicherungsschwindler, Dieb, Hehler, Zwangsarbeitsminister, Erpresser und Lohndrücker, Endlöser und Sterbehelfer des Finanzkapitals?.
Einige Ausgaben wurden beschlagnahmt, weil Äußerungen in Artikeln gegen Gesetze verstießen.

## Wirkung
Die Artikel hatten keinen großen Einfluss auf die Meinungsbildung in der Bevölkerung. Allerdings wurden sie von Zentralorganen der konkurrierenden K-Gruppen, speziell dem Arbeiterkampf des Kommunistischen Bundes genau beobachtet und häufiger auch bissig kommentiert. Die Verfassungsschutzberichte verweisen im Abschnitt Schwerpunkte der Agitation des Kapitels Linksextremismus häufiger kurz auf markante Stellen in KVZ-Artikeln. In der Presseschau der Peking Rundschau wurden Artikel aus der KVZ im Unterschied zu Beiträgen einiger anderer Zentralorgane prochinesischer Gruppen nicht nachgedruckt.
Einige Artikel (zum Beispiel der „Bubacknachruf“) führten zu Strafverfahren gegen die Verfasser, presserechtlich Verantwortlichen oder Verkäufer der Zeitung bzw. zur Beschlagnahme der betreffenden Ausgabe.

## Nachfolger
Das Blatt wurde ersatzlos eingestellt, als Nachfolger des ebenfalls Ende 1982 eingestellten theoretischen Organs des KBW Kommunismus und Klassenkampf gilt die Kommune (1.1983,1ff.)

## Statistik

### Zeitung
Körperschaft: Kommunistischer Bund Westdeutschland, Zentralkomitee (ab Nr. 48 vom 27. November 1981: Bundesleitung)
Verlag

Verlag Kommunismus und Klassenkampf (VKK) Ernst Ehlert;
Druck

Caro-Druck, Plankstadt; ab 1977 Frankfurt am Main
Erscheinungsverlauf

1. Jahrgang Nr. 1 (Juli) 1973 bis 10. Jg. Nr. 51 (23. Dezember) 1982
Erscheinungstag

wechselnd: (anfangs) Donnerstag; Montag; Freitag (ab Nr. 24 vom 12. Juni 1981)
Verkaufspreis

(anfangs) 0,50 DM, 0,70 DM (ab Sommer 1979), 1,00 DM (ab 1/1981), 1,80 DM (ab 1/1982)
Auflage

Druckauflage: 25.000 (1973); 30.000; 54.000 (Höchststand 1974/75, davon allerdings nur 33.000 verkauft); 40.000 (ab 27/1975); 32.000 (von 27/1976 bis 28/1979). Verkaufte Auflage: 23.599 (Herbst 1978); 16.485 (Herbst 1979); 7.300 (Mai 1981); 5.400 (Dezember 1981); zuletzt weniger als 3.000
Inhaltsverzeichnis
- Alphabetisches Stichwortregister der Jahrgänge 1973 und 1974, Mannheim (Verlag Kühl) 1975, 47 Seiten

### Autoren
Leitende Redakteure

Willfried Maier, Hans-Jörg Hager, Martin Fochler, Lutz Plümer, Bernhard Peters, Friedemann Bleicher
Autoren

Gerd Koenen (auch Auslandskorrespondent); Eberhard Kempf, Victor Pfaff (hauptsächlich juristische Artikel), Joscha Schmierer (ab Mitte 1976 mit Vornamen Hans-Gerhart)
Auslandskorrespondenten

Barbara Gentikow (Aarhus); Uwe Kräuter, Jochen Noth, Thomas Heberer (alle Peking); Matthias Tomczak (Sydney)

### Motto
„Proletarier aller Länder und unterdrückte Völker, vereinigt euch!“, ab Nr. 50/1976 zusätzlich „Proletarier aller Länder, vereinigt euch!“